# 日本船員住宅協会
一般財団法人日本船員住宅協会（にほんせんいんじゅうたくきょうかい）は、元厚生労働省社会保険庁所管の財団法人、1969年（昭和44年）に設立された。

## 概要
- 所在：東京都台東区東上野 1－6－10　ARTビル4階
- 会長：佐々木典夫
- 副会長：片岡和夫
- 常務理事：藤川登